# Carrer Major (Llabià)
El Carrer Major de Llabià és una via pública gòtica del municipi de Fontanilles (Baix Empordà) inclosa a l'Inventari del Patrimoni Arquitectònic de Catalunya.

## Descripció
Carrer medieval format per cases mitjaneres que el van delimitant. Les cases estan construïdes amb pedra, i la coberta està feta amb teules. Tot un conjunt de finestres i portes gòtiques s'obren cap a l'exterior. D'aquestes cal destacar les finestres de Can Padrós i la porta de la rectoria.

## Història
Ha estat restaurat en aquest segle. A conseqüència d'això, una de les finestres de Can Padrós ha estat substituïda per una de nova igual, això si, com la que hi havia abans.